# Dieter Walter (Musiker)
Dieter Richard Walter (* 29. Juni 1937 in Dresden) ist ein deutscher Jazz- und Unterhaltungsmusiker (Horn) und Musikredakteur.
Walter studierte zwischen 1955 und 1958 an der Hochschule für Musik „Carl Maria von Weber“ in Dresden. Von 1959 bis 1973 war er als Hornist Mitglied der Dresdner Tanzsinfoniker unter Günter Hörig, mit denen er mehrere Schallplattenaufnahmen einspielte und internationale Gastspiele absolvierte.
Von 1973 bis 1982 war er Leiter der Abteilung Tanzmusik und Musikredakteur beim Fernsehen der DDR. 1974 initiierte er dort die Fernsehübertragung des Internationalen Dixieland-Festivals aus Dresden und betreute u. a. die Sendung „Schätzen Sie mal“. 1982 übernahm er die Leitung der Theaterabteilung beim Verlag „Lied der Zeit“. Von 1985 bis 1990 war er Bürgermeister der Gemeinde Rangsdorf.